# Паломбаро
Паломба̀ро (на италиански: Palombaro) е село и община в Южна Италия, провинция Киети, регион Абруцо. Разположен е на 536 m надморска височина. Населението на общината е 1059 души (към 2013 г.).